# Hémiacétal
Un hémiacétal est un groupe fonctionnel formé par réaction d'un aldéhyde et d'un alcool ou un composé chimique contenant ce groupe fonctionnel.

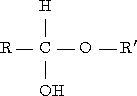
Hémiacétal formé par la réaction d'un aldéhyde et un alcool, R et R' sont des groupes alkyles ou aryles

C'est le produit de la réaction de condensation, sous catalyse acide, en proportions stœchiométriques d'un alcool et d'un composé contenant un groupement aldéhyde.
La réaction est équilibrée et le sous-produit est l'eau (H2O).
R-CHO + R'OH + H2O ↔ R-CH(OH)2 + R'OH ↔ R-CH(OH)-OR' + H2O
L'hémiacétal constitue un intermédiaire de la réaction d'acétalisation, entre un équivalent d'aldéhyde et deux équivalents d'alcool (sous catalyse acide), pour former un acétal. Pour cette raison, les hémiacétals sont difficiles à isoler, et se rencontrent rarement sauf dans des composés cycliques comme dans le cas des oses (hémiacétalisation des oses linéaires).